# Latour (Paramaribo)
Latour is een van de 12 stadsressorten van de Surinaamse hoofdstad Paramaribo. Latour ligt ten zuidwesten van het centrum van de stad. In 2012 had Latour volgens cijfers van het Centraal Bureau voor Burgerzaken (CBB) 29.526 inwoners.
Latour ligt aan de Indira Ghandiweg en de Martin Luther Kingweg, de belangrijkste hoofdwegen naar het zuiden. Het was een dichtbevolkt ressort met veel lage inkomens, maar begint te verbeteren. De Latourweg is de belangrijkste winkelstraat. Het westelijk gedeelte is anno 2022 nog gedeeltelijk landbouwgebied.

## Geboren
- Desmond Plet (1981), politicus

Beekhuizen · Blauwgrond · Centrum · Flora · Latour · Livorno · Munder · Pontbuiten · Rainville · Tammenga · Weg naar Zee · Welgelegen